# Буда-Руська
Буда-Руська (пол. Buda Ruska) — село в Польщі, у гміні Краснополь Сейненського повіту Підляського воєводства.
Населення — 96 осіб (2011).
У 1975-1998 роках село належало до Сувальського воєводства.

## Демографія
Демографічна структура станом на 31 березня 2011 року:
|          | Загалом | Допрацездатний вік | Працездатний вік | Постпрацездатний вік |
| -------- | ------- | ------------------ | ---------------- | -------------------- |
| Чоловіки | 51      | 9                  | 36               | 6                    |
| Жінки    | 45      | 6                  | 26               | 13                   |
| Разом    | 96      | 15                 | 62               | 19                   |